# Alexander Pawloski

Alain Delón fue el modelo de inspiración para el personaje de Alexander Pawloski

Alexander Gryf Pawloski (también mencionado como Pawloski, Pawkoski o simplemente Alex) es un personaje de historietas de la saga de Los aventureros, publicada originalmente en el álbum de cómics El Tony de Editorial Columba entre 1975 y 1989.  El personaje fue creado en el estudio artístico Nippur IV por el escritor Robin Wood y el dibujante Enrique Villagrán, quien firmaba sus trabajos bajo el nombre de Gómez Sierra  inspirándose en la estética del actor Alain Delón en unas fotografías donde aparecía con el cabello rubio.Con posterioridad la editorial cambió su apellido Pawloski por Pawkosky  debido a conflictos con una familia de Argentina que se apellidaba de esa manera.  Se trata de un aristócrata polaco, de modales refinados, políglota y experto esgrimista.

## Biografía ficticia
Alexander Pawloski nació en Polonia a fines del siglo XIX dentro de una familia aristocrática de larga trayectoria nobiliaria, donde fue educado en diversas materias, destacándose como políglota y esgrimista. A principios del siglo XX ante la invasión de una falange del ejército ruso, Alexander se rebela contra ellos y conduce a un reducido grupo de hombres en un enfrentamiento contra los bolcheviques con la intención se salvar sus tierras. La mayoría de sus aliados perecen en el combate y Alexander recibe una herida en una de sus piernas que lo obliga a utilizar un bastón. Más tarde se conoce que los rusos también se habían cobrado la vida de su prometida. Si bien Alexander logra llegar hasta su castillo, éste es invadido por los bolcheviques que lo destierran al exilio permitiéndole vivir a modo de humillación cuando él pretendía una muerte heroica.
De esa manera Alexander viaja a pie durante varios días vendiendo sus botas de montar a un campesino a cambio de comida, hasta que finalmente llega a Francia donde es recibido como exiliado y puesto a trabajar de anfitrión de un lujoso hotel parisino a cambio de un sueldo.
Durante la Navidad de 1910 mientras se dirigía desde el hotel a su humilde departamento, se encuentra en la calle con un mendigo y pistolero mexicano de nombre Miguel Luján, que había huido de México con destino incierto a bordo de un barco. Luego de darle una limosna, se siente comprometido con él por ser ambos extranjeros y decide invitarlo a pasar la Navidad con él. Mientras Alexander va en busca de algunos alimentos, Miguel había conocido a otro hombre igualmente prófugo de su país, un mecánico inglés llamado Mike Nolan. Ambos se ven envueltos en el rescate de un parlamentario parisino y su familia, que estaban siendo asaltados en una emboscada. Como recompensa, el político decide brindarles ropas nuevas y una cena completa, y al llegar Alexander los tres hombres exiliados de sus países de origen comprenden que tienen mucho en común para compartir a pesar de sus diferentes orígenes.
Al día siguiente los tres son contratados como guardaespaldas de un político que debe de viajar en tren hacia Viena. Cumpliendo con este nuevo oficio, la fama de los aventureros cobra cierto prestigio y eso los lleva a viajar por distintas partes del mundo como guardaespaldas de algún noble o político, así como también para negociar el rescate de alguna persona secuestrada.
Alexander y sus amigos de esa manera llegan a embarcarse en un viaje por el Océano Pacífico, donde son presas de un motín y terminan varados por un largo tiempo en las cercanías de Nueva Guinea, desde donde seguirían trabajando en diversos oficios hasta que logran comenzar a comercializar gracias a la compra de su primer velero llamado Afrodita. A bordo Alex rara vez ocupa el puesto de timonel y prefiere dedicarse a trabajos más intelectuales como el trazado de las cartas de navegación o el cerrar acuerdos comerciales con sus clientes.
Durante sus aventuras ellos conocen a una joven bella y rebelde a la que llaman Star, de quien Alexander terminaría enamorándose pese a ser ambos muy diferentes en orígenes y caracteres. Él junto a Star y el resto de sus amigos continúan sus aventuras de manera permanente navegando por los mares del mundo en busca de nuevos desafíos.

## Trayectoria editorial
Alexander hace su primera aparición durante el capítulo piloto de la serie titulado de igual manera que la misma Los aventureros dentro de El Tony Súper Color N.º 1, el 23 de diciembre de 1975 con guion de Robin Wood. Siendo uno de los protagonistas principales de la tira y habiendo aparecido en la totalidad de sus números, su última aparición sería durante el capítulo titulado "Último episodio" que fue publicado originalmente en El Tony Todo Color N.º 53, el 15 de junio de 1989 con guion de Armando Fernández. Durante la década del 1990 la tira sería reeditada dentro del álbum Fantasía por la misma editorial.

## Miscelania
Alex suele llevar consigo un elegante bastón que se supone que lo ayuda en ciertas ocasiones a caminar o a descansar debido a su herida de guerra en una de sus piernas, hecho que se menciona durante el episodio piloto de la saga sin embargo la herida de Alex ha sanado por completo y el bastón oculta en su interior una espada de estoque con la cual Alex suele salir airoso de duelos de esgrima o bien usar el bastón como arma defensiva como si fuese un bo de artes marciales japonesas.
No obstante que Alex ha perdido sus tierras en Polonia, siente orgullo por su dignidad aristocrática y suele conservar un atuendo con galones obtenidos de manera honorífica, llegando a batirse a duelo en el extranjero contra aquellos que osaron burlarse de sus orígenes. Esta historia tiene lugar en el capítulo "El orgullo del polaco". 
A partir del capítulo # 11 titulado "Bajo el sol de los gitanos" el personaje de Alex cambia su apellido Pawloski por Pawkosky.
Alexander disfruta de la compañía de las damas de la alta sociedad, lo cual despierta los celos de sus compañeras de aventuras como Storm y Star. La relación entre Alexander y su compañera y posterior pareja Star, está inspirada en los personajes de James McArthur y Hayley Mills en la película La verdad sobre Spring de 1965.